# 197

## Починали
- 19 февруари – Клодий Албин, римски император